# KenKen
金子賢輔（日语：／ Kaneko Kensuke，1985年12月30日—）是RIZE樂隊成員，擔當贝司手。出生于東京下北澤的世田谷區。所屬機構是PARADOX。
2019年7月19日，因違法《大麻取締法》被警方以現行犯逮捕。